# متادون
متادون (به انگلیسی: Methadone)، (به آلمانی: Methadon) با نام تجاری دولوفین(به انگلیسی: Dolophine) یک مسکن قوی و ماده مخدری صنعتی است که غالباً به عنوان یک درمان نگهدارنده برای مهار اعتیاد به افیون‌ها مانند تریاک، هروئین و مرفین و گاهی نیز برای تسکین دردهای شدید به کار می‌رود. استفاده از متادون برای ترک یا درمان نگهدارنده انواع مواد مخدر نسبت به دیگر داروهای ترک مواد مخدر رایج مانند بوپرنورفین(ب۲)، نالوکسان، ترامادول، کلونیدین، تنتور اپیوم، اکسی کدون و هیدروکدون؛ به مراتب با عوارض نسبی کمتری همراه است. با این حال این دارو در صورت مصرف بیش از حد و اعتیاد به خود آن، می تواند ماده بسیار تاکسیکی(سمی) برای کبد، کلیه‌، سیستم قلبی و عروقی و دیگر اندام های حیاتی بدن محسوب شود و حتی ترک خود متادون از سایر مواد مخدر معمولاً سخت تر است. پرمصرف ترین گونه متادون در سطح جهان قرص متادون ۲۰ میلی گرمی است که عمدتاً به رنگ قهوه‌ای نسبتاً تیره بوده و تقریباً برابر با ۴ سی سی از شربت متادون است. البته‌‌ متادون‌هایی به رنگ سفید هم وجود دارد که شرکت‌های مختلفی از جمله شرکت دارو پخش و شرکتهای زاگرس، مهر، دارودرمان پارس و فاران شیمی قرص‌های متادون سفید  در دوزهای ۵، ۲۰ و ۴۰ میلی‌گرم تولید می‌کنند.
امتادون برای اولین بار توسط شرکت هاوتون میفلین در سال ۲۰۰۴ میلادی ساخته شد، مدتی فرمول آن انحصاری بود و همچنین به دلیل نداشتن تاییدیه رسمی در بازار نبود. اما در تاریخ ۱۰ آوریل سال ۲۰۰۹ توسط FDA تایید و روانه بازار شد. پس از مشاهده مواردی از آسیب کبدی، سازمان های بهداشتی-درمانی آمریکا مصرف متادون را با برچسب رعایت حد و حدود تجویزی و قطع در صورت ناراحتی کبدی همراه کردند. در کمپ های ترک اعتیاد برای کاهش درد و فشار روانی ناشی از ترک مواد مخدر توسط معتادان، که دوره ترک معمولاً ۲۱ روزه می باشد در ۳ تا ۶ روز اول بستری، اندکی شربت متادون داده شده و سپس  شود. 

## اشکال دارویی متداول
۲۲٪ از مصرف‌کنندگان غالباً قرص متادون ۲۰ دریافت می کنند. ۳۱٪ از قرص متادون ۴۰ استفاده می کنند. ۲۰٪ از آنها روزانه بین ۵ تا ۲۵ سی سی از شربت این دارو و ۲۷٪ دیگر روزانه مابین ۳۰ تا ۸۵ سی سی شربت استفاده می کنند. این اشکال(قرص-شربت) از اشکال دیگر مانند تزریق وریدی و ماهیچه ای بسیار بیشتر طرفدار دارد. به عبارتی مصرف‌کنندگان دائم یا طولانی‌مدت ممکن است در کنار اشکال رایج، هر از گاهی از دیگر اشکال نیز استفاده کنند.

## تاریخچه
متادون سال ۱۹۳۷ در آلمان ساخته شد. پس از پایان جنگ جهانی دوم مورد استفاده قرار گرفت و سودمندی آن در کنترل اعتیاد در دهه ۱۹۶۰ کشف شد.
ابداع این دارو برای ترک اعتیاد به علت اینکه روشی ساده و کم خطر و بدون درد بود باعث ایجاد امیدواری در مردم و متخصصان شد.
بنا به یک افسانه مشهور «دولوفین» (Dolophine) نام تجاری دارو از نام آدولف هیتلر گرفته شده، اما در واقع این نام از واژه لاتین (dolor) به معنای درد می‌آید.
متادون درمانی یا درمان با دوز نگهدارنده متادون که از بروز علائم ترک تریاک جلوگیری کرده و تقاضای آن را کاهش داده یا از بین می‌برد، برای اولین بار در سال‌های ۱۹۶۰ جهت درمان اعتیاد به این ماده متداول شد. این دارو در لیست داروهای ضروری سازمان بهداشت جهانی، ایمن‌ترین و موثرترین داروهای مورد نیاز در یک سیستم بهداشتی است.

## تجویز
مقدار مصرف معمول شربت متادون برای بزرگسالان به عنوان ضد درد ۵ تا ۲۰ میلی‌گرم و قرص یا آمپول آن ۲٫۵ تا ۱۰ میلی‌گرم هر چهار تا هشت ساعت است. برای سم‌زدایی معتادان معمولاً از ۱۵ تا ۱۰۰ میلی‌گرم شربت متادون در روز استفاده می‌شود.
سم زدایی با استفاده از متادون می‌تواند در کمتر از یک ماه انجام شود، یا ممکن است به تدریج تا شش ماه انجام شود. در حالی که یک دوز منفرد اثر سریع دارد، حداکثر تأثیر ممکن است تا پنج روز استفاده شود. اثرات تسکین دهنده درد حدود شش ساعت پس از یک دوز واحد دوام می‌آورد. پس از استفاده طولانی مدت، در افرادی که عملکرد طبیعی کبد دارند، ۸ تا ۳۶ ساعت اثر دارد. متادون معمولاً از طریق دهان و به ندرت با تزریق به عضله یا ورید مصرف می‌شود.

## درمان نگهدارنده
درمان افراد وابسته به مواد افیونی با متادون یکی از دو مسیر را دنبال می‌کند: درمان نگهدارنده یا سم زدایی. درمان نگهدارنده متادون (MMT) معمولاً در تنظیمات سرپایی انجام می‌شود. این دارو معمولاً به عنوان یک داروی دوز روزانه برای کسانی که مایل به خودداری از مصرف مواد مخدر غیرقانونی هستند، تجویز می‌شود. مدلهای درمانی برای MMT تفاوت دارند. معمول است که دریافت کنندگان درمان در یک کلینیک تخصصی، که در آن حدود ۱۵–۲۰ دقیقه پس از مصرف دوز پایش می‌شوند، متادون مصرف کنند تا خطر انحراف از درمان کاهش یابد.
مدت زمان برنامه‌های درمانی متادون از چند ماه تا چند سال متغیر است. با توجه به اینکه وابستگی به مواد افیونی، یک اختلال عودکننده / روانی مزمن است، ممکن است MMT مادام العمر باشد. مدت زمانی که فرد در درمان باقی می‌ماند بستگی به تعدادی از عوامل دارد. در حالی که دوزهای شروع ممکن است بر اساس میزان مصرف مواد افیونی تنظیم شده باشد، اما اکثر دستورالعملهای بالینی نشان می‌دهند که دوزهای کم شروع می‌شوند. به عنوان مثال در دوزهایی که بیش از ۴۰ میلی‌گرم روزانه نباشند و به تدریج افزایش می‌یابد.دوز مزمن متادون سرانجام منجر به تطابق مجدد عصبی خواهد شد که با سندرم تحمل و ترک (وابستگی) همراه است. با این حال، هنگامی که به‌طور صحیح در درمان مورد استفاده قرار می‌گیرد، مشخص شده‌است که درمان نگهدارنده از نظر پزشکی بی خطر، غیر رخوت زا بوده و می‌تواند بهبودی آهسته از اعتیاد به مواد افیونی داشته باشد. متادون به‌طور گسترده برای زنان باردار معتاد به مواد افیونی استفاده می‌شود.
قابلیت متادون در مهار اعتیاد به مخدرهای اپیوئیدی ناشی از چند عامل است:
کمترین دوز در قرص ۱ میلی‌گرم.
- کاهش عوارض جسمی و روانی ناشی از ترک[۲۰]
- مهار یا کاهش میل به مصرف (عطش)[۲۰]
- کاهش نشئگی ناشی از مواد مخدر دیگر[۲۰]

## سم زدایی با متادون
متادون برای درمان اعتیاد به مواد افیونی در ایالات متحده و بسیاری دیگر از مناطق دنیا تأیید شده‌است. استفاده از آن برای درمان اعتیاد معمولاً به دقت تنظیم می‌شود. در آمریکا، برنامه‌های درمان سرپایی باید توسط اداره فدرال سوء مصرف مواد و خدمات بهداشت روان (SAMHSA) تأیید شود و توسط اداره داروی دارو (DEA) به منظور ثبت متادون برای اعتیاد به مواد افیونی ثبت شود.
ترک با متادون درمانی به جز زمانی که در دوره کوتاه درمانی مورد استفاده قرار بگیرد موردی ندارد. ولی اگر غیر از این باشد درست مانند از چاله به چاه افتادن است. بنا به اظهارات تعداد زیادی از مصرف کنندگان، سندرم پس از ترک در صورت وابستگی به متادون بسیار بیشتر از وابستگی به دیگر مواد مخدر به طول خواهد کشید.(3 روز پس از ترک هروئین در مقایسه با 6 روز از ترک متادون)

## کنترل درد با متادون
متادون به عنوان ضد درد در درد مزمن، اغلب در چرخش با سایر مواد افیونی استفاده می‌شود. با توجه به فعالیت آن در گیرنده NMDA، ممکن است در برابر درد نوروپاتیک مؤثر باشد. به همین دلیل، ایجاد تحمل نسبت به اثرات ضد درد ممکن است کمتر از سایر مواد افیونی باشد.

## عوارض و تأثیرات
متادون در مصارف بیش از ۱ سال باعث مشکلات بسیار فراوانی در بدن از قبیل شایعترین کاهش شدید میل جنسی، سوءهاضمه، مشکل در باروری مردان، مشکلات اعصاب و روان، مشکلات معده و گوارش بخصوص مشکلات گوارشی و بسیاری موارد دیگر می‌شود.
- متادون مانند همه مخدرهای اپیوئیدی ایجاد تحمل و وابستگی می‌کند. تحمل نسبت به اثرات روانی مانند سرخوشی سریع‌تر، و نسبت به اثرات جسمانی مانند دپرسیون تنفسی دیرتر پدید می‌آید.[۲۶]
- متادون در فواصل طولانی مدت باعث توهم که شامل؛ اختلالات روانی هنگام خواب، عدم اعتماد، پوسیدگی دندان‌ها، حساسیت‌های پوستی هنجارشکنی‌های بیگاه، عدم ثبات شخصیتی و در مواردی میل به خودکشی گزارش شده‌است که برای رفع عدم تطبیق داروهای Antipsychotic (ضدروان‌پریشی) یا آنتی سایکوتیک‌ها کنار متادون پیشنهاد می‌شود.
- پس از اولین بار مصرف، افراد ممکن است بیمار شده یا به یبوست دچار شوند.
- مصرف متادون می‌تواند موجب چرب شدن کبد شود.
- در صورتی که دز زیادی از متادون مصرف شود، خاصیت تسکین دهنده آن افزایش یافته و فرد دچار خواب آلودگی می‌شود. مصرف بیشتر، باعث کما یا بروز اختلالات تنفسی خواهد شد.
- زنانی که به‌طور مداوم از متادون یا سایر اپیوییدها استفاده می‌کنند عادت ماهانه خود را از دست داده و پریود نمی‌شوند. تنها زمانی که مصرف خود را قطع کنند سیستم بدن آن‌ها به حالت طبیعی بازگشته و پریود می‌شوند؛ بنابراین در صورتی که در طول این دوره از قرص‌های پیشگیری از بارداری استفاده نکنند، احتمال بارداری نیز زیاد خواهد بود.
- مواد افیونی احتمال سقط جنین یا تولد کودکان زیر وزن استاندارد یا به صورت نارس را افزایش می‌دهد، همچنین قطع ناگهانی آن‌ها در دوران بارداری ممکن است باعث بروز نشانگان ترک اپیویید در جنین شود، این سندرم معمولاً در نوزادان تازه متولد شده از مادر معتاد به اپیویید نیز بروز می‌کند و نیاز به توجه پزشکی دارد.

### عوارض جانبی
رخوت، بی‌اشتهایی، سردرد، حساسیت به نور، خشکی دهان، عفونت وبیماریهای دستگاه گوارش،عفونت در گوش، تپش قلب، گُرگرفتگی، تعریق و عدم تحمل گرما، سرگیجه و غش، انقباض مردمک‌ها، کاهش فشارخون، تهوع و استفراغ، افزایش وزن، اختلال حافظه، فراموشی (درصورت مصرف دوز بالا) ،بیقراری، یبوست، درد و گرفتگی معده، توهم و سرگشتگی، آپنه خواب، خارش پوست یا عوارض جلدی، اشکال در دفع ادرار، قطع عادت ماهانه در زنان و اشکال در نعوظ و انزال در مردان، کاهش میل جنسی در هر دو جنس.
علائم ترک متادون مانند مورفین و در برخی موارد حتی شدیدتر می‌باشد، نوعی از متادون که بیشتر هم رایج است محلول در چربی می‌باشد و علائم ترک آن نسبت به نوع محلول در آب که در ایران به عنوان متادون قهوه‌ای نیز شناخته می‌شود سخت‌تر 
و طولانی‌تر میباشد. در کل نظر یک مصرف کننده قدیمی متادون اگه تازه مصرف کردی یا میخوای مصرف کنی نکن باخودت که بدبختت میکنه به دریا رفته میداند مصیبتهای طوفان را
جهت ترک متادون بهترین و موثرترین روش کاهش آهسته‌ی دوز و سپس ترک آن می‌باشد.
ترک ناگهانی آن مخصوصا در دوزهای بالا ممکن تا  چند هفته عوارض شدیدی مانند ترک مورفین داشته باشد.
لرز، گرگرفتگی، درد عضلانی، سندرم پای بی‌قرار، بی‌خوابی، بی‌قراری، افسردگی، کاهش انرژی، زود انزالی، تپش قلب، استرس و اضطراب، مشکلات خلق و خو و در مواردی تنگی نفس از علائم ترک ناگهانی متادون مخصوصا در دوزهای بالا می‌باشند.
اختلالات خواب و گاهی تنگی نفس پس از ترک حتی در دوزهای پایین ممکن است تا چندین هفته ادامه یابند و در نهایت از بین خواهند رفت.

## مسمومیت مصرفی و خطرات
بیش‌مصرف (اور دوز) متادون مانند سایر مواد افیونی موجب کاهش هوشیاری، افت فشار خون، سردی بدن (هیپوترمی)، کاهش ضربان قلبی، ضعف تنفسی، تنگی مردمک‌ها (میوز) و در موارد شدید کما، ایست قلبی و تنفسی و مرگ می‌گردد.
ریسک در افرادی که اختلال عملکرد کبدی داشته یا کندی متابولیسم دارند (slow metabolism) بیشتر است.
مرگ در هفته اول شروع متادون با دوزهای حتی ۰/۵ تا ۶۰ میلی‌گرم دیده شده‌است. متادون در بیماران مبتلا به اختلال عملکرد کلیه و کبد و مبتلا به صرع و بیماری‌های تنفسی و قلبی بایستی با احتیاط زیاد مصرف شود.

### درمان مسمومیت با متادون
سرکوب تنفسی یک دوز بیش از حد را می‌توان با نالوکسان درمان کرد. نالوکسون به آنتاگونیست‌های جدیدتر و طولانی اثرتر مثل نالترکسون ترجیح داده می‌شود. علی‌رغم مدت زمان عمل بسیار طولانی متادون در مقایسه با هروئین و سایر آگونیست‌های کوتاه اثرتر و نیاز به دوزهای مکرر نالوکسن آنتاگونیست، این دارو هنوز هم برای درمان مصرف بیش از حد متادون استفاده می‌شود. از آنجا که نالتروکسون نیمه عمر طولانی تری دارد، تنظیم کردن دوز آن دشوارتر است.. اگر مقدار زیادی از آنتاگونیست مواد افیونی به یک فرد وابسته داده شود، منجر به بروز علایم ترک (احتمالاً شدید) خواهد شد. هنگام استفاده از نالوکسون، نالوکسان به سرعت از بین می‌رود و برداشت آن کوتاه مدت خواهد بود. دوزهای نالتروکسون مدت بیشتری طول می‌کشد تا از بدن فرد خارج شود. یک مشکل شایع در درمان مصرف بیش از حد متادون این است که با توجه به مدت اثر کوتاه نالوکسون (در مقابل متادون بسیار طولانی اثر)، یک دوز از نالوکسون داده شده به یک فرد با مصرف بیش از حد متادون در ابتدا کار خواهد کرد تا فرد را از حالت بیش مصرفی خارج کند، اما اگر نالوکسون بار دیگر تجویز نشود، فرد می‌تواند درست به حالت بیش مصرفی بازگردد. (براساس زمان و دوز مصرفی متادون تنظیم می‌شود).

### هشدار جعبه سیاه
متادون دارای هشدار جعبه سیاه FDA در مورد ایالات متحده است:
خطر اعتیاد و سوءاستفاده،
سرکوب بالقوه کشنده تنفسی،
مصرف بیش از حد کشنده در هنگام بلع تصادفی،
طولانی شدن QT،
سندرم ترک مواد افیونی در نوزادان در زنان باردار،
تداخلات دارویی CYP450،
خطرات هنگام استفاده از بنزودیازپین‌ها و سایر سرکوب کننده‌های CNS، از جمله الکل.
هنگام صدور متادون برای درمان اعتیاد به مواد افیونی یا سم زدایی، طبق قانون فدرال (42 CFR ۸٫۱۲) یک برنامه تصدیق معتبر مورد نیاز است.

## تداخلات
متادون مانند سایر سرکوب کننده‌ها فعالیت سیستم عصبی مرکزی را کاهش می‌دهد و می‌تواند در هنگام مصرف با ترکیبات مشابه خود فعالیت اعصاب را به‌شدت کاهش دهد تا حدی که خطر ایست قلبی و تنفسی و کما یا مرگ را به دنبال داشته باشد.
از جمله بنزودیازپینها، باربیتوراتها، الکل، داروهای ضد تشنج، داروهای ضد جنون و ضد افسردگی‌های سه حلقه‌ای.
مصرف همزمان داروهای ضد مخدر مانند نالوکسان، نالترکسان و نالمیفنن و همچنین آگونیستهای نسبی مخدر (بوپرنورفین) یا داروها آگونیست ها-آنتاگونیست مختلط (پنتازوسین) می‌تواند موجب ایجاد علائم قطع مصرف در بیماران مبتلا به وابستگی به متادون گردد.

## مکانیسم اثر
متادون آگونیست قوی گیرنده μ-اپیوئیدی است و تأثیرات اصلی خود را از این طریق اعمال می‌کند، همچنین متادون آنتاگونیست گیرنده گلوتامرژیک NMDA است که احتمالاً با مهار عملکرد این کانال یونی دریچه-لیگاندی میزان وابستگی به مخدرهای اپیوئیدی را کاهش می‌دهد.